# Нестеренко, Юрий Иванович
Юрий Иванович Нестеренко (1 марта 1964 года, Дрезден, ГДР — 15 марта 1995 года, Чечня, Россия) — Герой Российской Федерации, командир мотострелковой роты 324-го мотострелкового полка, капитан.

## Биография
Родился в городе Дрездене, Германской Демократической Республики, в семье военнослужащего, кадрового офицера Советской Армии.
В детстве много ездил по местам службы отца. В школу пошёл в городе Таганрог (Ростовская область). Затем 4 года жил и учился в Венгрии, в городе Хаймашкер. В 1976 году отца перевели в город Беслан, где и окончил среднюю школу в 1981 году. В том же году поступил в Орджоникидзевское высшее общевойсковое командное училище.
По окончании училища в 1985 году, в звании лейтенанта, был направлен в одну из частей Группы советских войск в Германии.
В 1987 году вступил в КПСС.
В 1991 году переведен в Закарпатский военный округ, в город Черновцы, командиром роты учебного батальона.
В 1992 году, с распадом СССР, отклонил предложение остаться в украинской армии. Уехал в Россию. Служил в Екатеринбурге.
С января 1995 года в составе 324-го мотострелкового полка участвовал в боевых действиях в Чеченской республике.

## Подвиг
«Благодаря личному мужеству, проявленной инициативе, самоотверженности и решительным действиям капитана Нестеренко Ю. И., умелой организации боя и управления огнём подразделения, батальон выполнил поставленную задачу с минимальными потерями, был спасен личный состав разведывательной роты, противник понес большие потери…»
Указом Президента Российской Федерации от 19 октября 1995 года № 1059 за мужество и героизм, самоотверженные, решительные действия, проявленные при выполнении специального задания, капитану Нестеренко Юрию Ивановичу присвоено звание Героя Российской Федерации посмертно.

## Награды
- Герой Российской Федерации (1995 год, посмертно)
- Медаль «За отвагу»